# Wojna persko-turecka (1623–1639)
Wojna persko-turecka 1623-1639 – jeden z serii konfliktów zbrojnych pomiędzy imperium osmańskim oraz Persją.
Wojna była ostatnią z serii zbrojnych konfliktów między Imperium Osmańskim a Persją rządzoną przez dynastię Safawidów. Te dwie największe potęgi Bliskiego Wschodu toczyły boje o panowanie nad obszarem byłej Mezopotamii. Po początkowych sukcesach Persów, którzy zdobyli Bagdad, opanowując większość obszarów współczesnego Iraku, osłabiona toczącymi się w Europie wojnami i wewnętrznymi zamieszkami Turcja zdołała zorganizować na tyle silny opór, by zahamować dalsze postępy wojsk perskich. Przez dłuższy czas żadna ze stron nie potrafiła zdobyć przewagi. W końcu stopniowo górę zaczęli brać Turcy, którzy odzyskali Bagdad i resztę Mezopotamii. Traktat w Zuhab oznaczał, że Mezopotamia ostatecznie stała się częścią Imperium Osmańskiego i pozostała w tureckich rękach aż do końca I wojny światowej.

## Tło konfliktu
Począwszy od 1514 roku Imperium Osmańskie i Persja Safawidów zaangażowane były w niemal nieprzerwany konflikt o panowanie nad Kaukazem i Mezopotamią. Oba państwa pełniły rolę największych mocarstw na Bliskim Wschodzie. Dodatkowym źródłem konfliktu były różnice religijne - choć w obu państwach panował Islam, to w Turcji byli to sunnici, podczas gdy w Persji szyici uznawani w Turcji za heretyków.
Po bitwie na równinie Czałdyran Safawidzi stracili swoje wpływy w Anatolii, natomiast podczas wojny w latach 1532-1555 Turcy podbili dzisiejszy Irak, zdobywając w 1534 roku Bagdad. Zdobycze te zabezpieczone zostały w 1555 roku traktatem pokojowym zawartym w Amasya (Traktat w Amasya). Po dwóch dekadach pokoju, wybuchła wojna persko-turecka (1578–1590). Zakończył ją traktat pokojowy z 1590 roku (Traktat w Ferhat Paşa), potwierdzający zdecydowane zwycięstwo Turcji, która okupowała Gruzję, Erywań, a nawet byłą stolicę Safawidów, Tebriz. Persowie zostali mocno przyciśnięci, gdy tureckie postępy nastąpiły wraz z atakiem Szejbanidów na perską prowincję Chorasan.
Nowy szach Persji Abbas I Wielki zreorganizował swą armię, tworząc nowy rodzaj piechoty na wzór tureckich janczarów. W  1603 roku przeprowadził wielką ofensywę, odzyskując Tebriz, Azerbejdżan i Gruzję. Walczący w Europie z Habsburgami Turcy nie byli w stanie stawić skutecznego oporu. Zachęcony sukcesami szach Persji postanowił wykorzystać wewnętrzne zamieszanie w Imperium Osmańskim, do jakiego doszło po zamordowaniu sułtana Osmana II, i zaatakował tureckie posiadłości w Iraku.

## Wojna
Sprzyjający moment dla Szacha nadszedł wraz z serią buntów, do których doszło w Imperium Osmańskim: Abazy pasza, bejlerbej Erzurum, zbuntował się w okresie, gdy od 1621 roku Bagdad był w rękach oficera janczarów Subaszi Bakra i jego następców. Gdy Bakr nie chciał zrezygnować z władzy i szukał uznania swej pozycji wśród lokalnych dygnitarzy, sułtan rozkazał, by interweniował przeciwko niemu Hafiz Ahmed Pasza, bejlerbej Diyarbakiru. Bakr zwrócił się o pomoc do szacha perskiego Abbasa, który wysłał wojska na pomoc Bakrowi. By nie dopuścić do utraty Bagdadu, Hafiz Ahmed nawiązał rozmowy z Bakrem i przekonał go, by na powrót stał się lojalnym poddanym sułtana. W odpowiedzi Persowie oblegli Bagdad i zdobyli go z pomocą syna Bakra Muhammada 14 stycznia 1624 roku. W następstwie perskiego podboju doszło do masakry sunnickiej części ludności miasta, przez co Bagdad stał się miastem szyickim. Szach Abbas, rozpoczynając wojnę w niekorzystnym dla Turcji momencie, liczył na przywrócenie granicy, jaka istniała między obu państwami na początku XVI wieku. 
Upadek Bagdadu był potężnym ciosem dla prestiżu Turcji. Tureckie garnizony ogarnął popłoch, dzięki czemu Persowie wkrótce opanowali większość dzisiejszego Iraku, w tym takie miasta jak Kirkuk, Mosul oraz Nadżaf i Karbala, gdzie znajdowały się sanktuaria szyickich świętych odwiedzone wkrótce przez zwycięskiego szacha Persji. Ponadto Persja opanowała zachodnią część Gruzji. W 1625 roku Hafiz Ahmed Pasza, już jako Wielki Wezyr, ruszył, by odebrać Bagdad. Pomimo taktyki spalonej ziemi zastosowanej przez Abbasa, armia turecka dotarła do Bagdadu i otoczyła miasto w listopadzie z trzech stron. Choć wojskom tureckim udało się przebić przez zewnętrzne umocnienia Bagdadu, samego miasta nie zdążyły zdobyć przed przybyciem z odsieczą armii szacha perskiego. Turcy wycofali się do silnie umocnionego obozu, nie zaniedbując przy tym oblężenia miasta. Szach Abbas Wielki ograniczył się do odcięcia armii tureckiej od zaopatrzenia. Przyniosło to oczekiwane skutki, gdyż Turcy nie mając innego wyjścia, opuścili umocnione pozycje i podjęli ryzyko ataku na armię perską, którą odparli z wielkimi stratami 4 lipca 1626 roku. Następnie armia turecka porzuciła oblężenie Bagdadu i wycofała się do Mosulu. W 1629 roku Turcy kierowani przez nowego i zdolnego Wielkiego Wezyra Gazi Ekrema Hüsreva Paszy, zabezpieczywszy się traktatem pokojowym od strony Habsburgów, przygotowali nowe siły do kolejnej ofensywy. Ciężka zima razem z powodziami sprawiła, że operacje w środkowym Iraku stały się niemożliwe. Jednak Hüsrev nie zrezygnował z ataku i skierował armię na wschód, by dokonać inwazji na rdzenne ziemie perskie. W dniu 4 maja 1630 roku rozgromił armię perską, którą dowodził Zainal Chan Begdeli Szamlu w bitwie pod Mahidaszt (w pobliżu Kermanszah), po czym zdobył miasto Hamadan. Następnie Hüsrev Pasza zwrócił swe siły w kierunku Bagdadu, który obległ w listopadzie. Oblężenie to musiało być wkrótce przerwane z powodu kolejnej ciężkiej zimy, która zagroziła liniom komunikacyjnym armii tureckiej. Gdy Turcy wycofali się, wojska perskie szybko odzyskały kontrolę nad Irakiem, ujarzmiając buntującą się ludność kurdyjską.
Kolejne lata obfitowały w obustronne najazdy i potyczki, które nie przyniosły przewagi żadnej ze stron. Szach Safi I wysłał na dwór sułtański delegację pokojową, jednak nowy Wielki Wezyr Tabanıyassi Mehmed Pasza odrzucił perskie propozycje. W 1633 roku rozgorzał ponownie zwrócony przeciw Persji front kaukaski, gdzie rządzone przez króla Tejmuraza gruzińskie królestwa Kachetia i Kartlia przeciwstawiły się zwierzchności Safawidów. W 1634 roku gruziński przechrzta Rostom Chan został wysłany przez szacha by ujarzmił oba państwa. Tejmuraz został pokonany, jednak zdołał uniknąć niewoli i uszedł do Imeretii. W przyszłości, w 1638 roku, Tejmuraz odzyskał tron królestwa Kachetii, a nawet zdołał sprawić, by Persja uznała ten fakt.
W 1635 roku sułtan Murad IV, idąc za przykładem swych wojowniczych przodków, objął osobiste dowództwo na armią. Turcy 8 sierpnia zdobyli Erywań, a następnie złupili Tebriz. Zwycięski sułtan wrócił do Konstantynopola, by odbyć triumf, jednak jego zwycięstwa przyniosły krótkotrwałe owoce. Wiosną 1636 roku szach Safi I odzyskał Erywań, a następnie pokonał armię turecką. Ponowne propozycje pokojowe Persji zostały odrzucone, a w 1638 roku sułtan Murad IV osobiście poprowadził armię turecką na Bagdad. Miasto padło w grudniu po 39-dniowym oblężeniu, co sprawiło, że Turcja odzyskała kontrolę nad Irakiem. Wkrótce potem nawiązane zostały rozmowy pokojowe.

## Traktat pokojowy
W dniu 17 maja 1639 roku zawarto traktat pokojowy w Kasr-e Szirin, który ostatecznie ustalił granicę między Persją a Imperium Osmańskim zgodnie z traktatem z 1612 roku. Erywań pozostał miastem należącym do Persji, podczas gdy Irak pozostał ostatecznie w rękach tureckich. Mezopotamia, będąca częścią perskiego imperium od czasów Achemenidów (550-330 p.n.e.), została utracona bezpowrotnie. Zawarty traktat utrwalił równowagę między potęgami tego regionu i pomimo licznych późniejszych konfliktów i drobnych korekt, ustalona granica pozostała niemal niezmieniona i dziś stanowi granicę Iranu z Turcją i Irakiem.